# بت خیله زیرین
بت خیله زیرین (به انگلیسی: Lower Batkhela) یک منطقهٔ مسکونی در پاکستان است که در خیبر پختونخوا واقع شده‌است.